# Pępowina dwunaczyniowa
Pępowina dwunaczyniowa – nieprawidłowo zbudowana pępowina, w której zamiast dwóch tętnic i jednej żyły znajduje się jedna tętnica i jedna żyła. Wada ta może (ale nie musi) być przyczyną powikłań, na przykład hipotrofii wewnątrzmacicznej.

## Podział wady uwzględniający rozwój embriologiczny[1]
Według Blackburna i Cooleya:
- typ I, w którym występuje jedna tętnica pępowinowa pochodząca z moczownika, która odchodzi od prawej albo lewej tętnicy biodrowej wspólnej oraz lewa żyła pępowinowa. Występowanie typu I pępowiny dwunaczyniowej skojarzone jest z wadami ośrodkowego układu nerwowego, moczowo-płciowego oraz krwionośnego płodu. Jest to jednocześnie typ najczęstszy (98% przypadków).
- typ II, w którym tętnica pępowinowa pochodzi z pęcherzyka żółtkowego i odchodzi nie od tętnicy biodrowej wspólnej, a od tętnicy krezkowej górnej. Ten typ pępowiny dwunaczyniowej związany jest bardzo często z dużymi wadami płodu, na przykład agenezją odbytu lub sirenomelią (1,5% przypadków).
- typ III, związany z występowaniem trzech naczyń pępowinowych. Pojedyncza tętnica pępowinowa pochodzi z pęcherzyka żółtkowego albo z moczownika. W tym typie wady obecne są dwie żyły pępowinowe, ponieważ nie dochodzi tu do agenezji prawej żyły pępowinowej. Ten typ uważany jest za najbardziej niekorzystny prognostycznie z uwagi na współistnienie licznych wad płodu.
- typ IV, związany z obecnością jednej tętnicy pępowinowej i prawej żyły pępowinowej.

## Diagnostyka prenatalna
Podstawą rozpoznania pępowiny dwunaczyniowej u płodu w czasie ciąży jest badanie ultrasonograficzne. W ocenie prawidłowej budowy pępowiny pomocna jest funkcja kolorowego Dopplera. Ocena naczyniowości pępowiny powinna być obowiązkowo wykonywana podczas badania ultrasonograficznego pomiędzy 18. a 22. tygodniem ciąży. Stwierdzenie pępowiny dwunaczyniowej wiąże się z pogłębioną diagnostyką i wzmożonym nadzorem nad prawidłowym rozwojem płodu.

## Klasyfikacja ICD10
| kod ICD10     | nazwa choroby                                                               |
| ------------- | --------------------------------------------------------------------------- |
| ICD-10: P02.6 | Stan płodu i noworodka spowodowany innymi i nieokreślonymi stanami pępowiny |
| ICD-10: Q27.0 | Wrodzony brak i niedorozwój tętnicy pępkowej                                |